# Pyrausta obscurior
Pyrausta obscurior là một loài bướm đêm trong họ Crambidae.